# Rékasi Attila
Rékasi Attila (Debrecen, 1974. április 25.–) magyar fotóművész, a budapesti Caffart Képzőművészeti Egyesület alapító tagja.

## Díjak, elismerések
- 2017. EKF Debrecen Hivatásos fotóművészek Ajtók c. tárlat, díjazottja
- 2014. XXIII. Debreceni Tavaszi Tárlat, Hajdú-Bihar Megye díja
- 2014. Alkotói ösztöndíj NKA
- 2011. XVI. Országos Aktfotó biennále, Szentes I. díj
- 2010. XVI. Alföldi fotószalon, kollekció díj
- 2008. XIV. Alföldi fotószalon, fotóművészeti plakett
- 2007. XIII. Alföldi fotószalon, különdíj
- 2007. XIV. Országos Aktfotó Kiállítás, Szentes, különdíj
- 2005. XIII. Országos Aktfotó Kiállítás, Szentes, különdíj
- 2004. X. Alföldi fotószalon, II. díj
- 2003. Épített örökségünk című fotópályázat, különdíj
- 2002. Évfordulók című fotópályázat, Multi Fotó KFT különdíja
- 2002. Tehetséges fiatalok díj, a Fotómozaik szakfolyóirat díja
- 2002. 3D című képző és fotóművészeti pályázat, nívó díj

## Fontosabb tisztségek, tagságok
- 2019-2023. Magyar Fotóművészek Szövetsége (Budapest), alelnök
- 2022. Új Alkotóműhely Egyesület (Budapest), alkotó tag
- 2014. Nemzetközi Rovás Alkotóközösség (eNRA) Kassa, Szlovákia, tag
- 2012. Magyar Fotóművészek Szövetsége (Budapest), tag
- 2009. Caffart Képzőművészeti Egyesület (Budapest), alapító tag
- 2005. Hajdú-Bihar Megyei Fiatal Alkotók Közössége (FAK), alapító, vezető
- 2002-2012. Oázis Ifjúsági Galéria (Derecske), művészeti vezető
- 2001. Árnyékfogó Fotográfiai Alkotócsoport, alapító, művészeti vezető
- 1999. Debreceni Fotóklub Egyesület (Debrecen), tag, 2008. alapító tag
- 1995-1999. Derecskei Hírek, szerkesztőbizottsági tag, fotóriporter

## Közgyűjtemények, ahol művei megtalálhatóak
- 2012. Magyar Fotográfiai Múzeum (Kecskemét)
- 2009. Caffart Képzőművészeti Egyesület (Budapest)
- 2007. Hajdúsági Nemzetközi Művésztelep (Hajdúböszörmény)

## Fontosabb egyéni kiállítások külföldön
- 2009. Teremtett idő – Románia, Marosvásárhely, Bernády Ház
- 2008. Alföldi tájakon – Kína, Hong-Kong, San Men Xia City, Wuxi, Suqian
- 2007. Múló emlékezetemből-56 – Japán, Tokyo, Magyar Nagykövetség

## Egyéni kiállítások Magyarországon (nem teljes)
- 2012. Bajai Impressziók – Bajai Főiskola Galériája
- 2010. Szín-Játék-Kép – Kiállító Tér – Derecske
- 2010. Képek a természetről – Suli Galéria – Pázmánd
- 2008. Teremtett idő – Kecskemét, HEMO-Galéria
- 2007. Teremtett idő – Debrecen, DOEC-Galéria
- 2007. Teremtett idő – Szolnok, Városi Kiállítótér
- 2007. Bemutatkozó kiállítás – Józsa, Kulturális Központ
- 2007. Szín-Képek – Derecske, Művelődési Központ
- 2006. Múló emlékezetemből-56 – Derecske, Művelődési Központ
- 2006. Tíz fényév – Székesfehérvár, MMK
- 2004. Tíz fényév – Hajdúböszörmény, Parafa Galéria
- 2004. Tíz fényév – Szentes, Művelődési és Ifjúsági Ház
- 2003. Bemutatkozó kiállítás – Győr, Művelődési központ
- 2002. Tehetséges fiatalok – Budapest, Erőd fotócentrum
- 2002. Bemutatkozó kiállítás – Mezőtúr, Művelődési Ház
- 2000. Színek, formák, hangulatok – Szentes, Mező Söröző Galéria
- 2000. Színek, formák, hangulatok – Debrecen, Mezon Galéria
- 1996. Derecske képekben – Derecske, Művelődési Központ

## Nemzetközi kiállítások a Caffart Képzőművészeti Egyesülettel
- 2012. Rovás Akadémia – Szlovákia, Kassa
- 2011. Magyar Kulturális Intézet – Cseh Köztársaság, Prága
- 2010. Kriterion Galéria – Románia, Csíkszereda
- 2010. Bernády Ház – Románia, -Marosvásárhely
- Árnyékfogó Fotográfiai Alkotócsoporttal:
- 2012. Fotogravity Fesztivál – Szlovákia, Léva
- Debreceni Fotóklub Egyesülettel:
- 2011. Keresztmetszet – Német és Finn városokban

## Nemzetközi tárlatok
- 2009. Nemzetközi Fotószalon – Ukrajna, Odessa
- 2008. 56-os emlékkiállítás – USA, Los Angeles
- 2008. Hajdúsági Nemzetközi Művésztelep záró kiállítása
- 2007. Hajdúsági Nemzetközi Művésztelep záró kiállítása
- 2006. MONFODI Nemzetközi Fotószalon – Szolnok,
- 2006. Hajdúsági Nemzetközi Művésztelep záró kiállítása
- 2005. Marosvásárhelyi Nemzetközi Fotószalon, Románia, Marosvásárhely
- 2005. Hajdúsági Nemzetközi Művésztelep záró kiállítása
- 2004. Hajdúsági Nemzetközi Művésztelep záró kiállítása
- 2002. Premfoto 2002 – Románia, Nagyváradi Múzeum

## Országos kiállítások
- Caffart Képzőművészeti Egyesülettel: – Derecske, – Debrecen, – Budapest, – Baja, – Sárospatak
- Egyéni nevezéssel: –70 éves a Debreceni Fotóklub (Debrecen Medgyessy Galéria, Miskolc, Szolnok, Tiszacsege, Berettyóújfalu, Polgár, Hajdúszoboszló, Balmazújváros, Pocsaj, Biharkeresztes, Abaújszántó, Bakonszeg), –VII. Alföldi szalon Szentes, – Az év fotográfusa 2003: Budapest, – Debreceni Őszi Tárlat, – Épített örökségünk, Debrecen, – Alföldi Tárlat: Szentes. Országos Aktfotó biennále, 3D képzőművészeti pályázat

## Könyvek, albumok (nem teljes)
- Negyedszázad, 54 oldalas színes fotókönyv 2019
- Utazás Derecskén, 104 oldalas színes fotókönyv 2012
- Holló László festőművész, Konyári kiállítótermei 2012
- A keménycserép tányér – Bihari Horvát László
- Derecske /A város, ahol jó élni/, 120 oldalas színes fotókönyv 2007
- Derecske története képekben /Fénnyel írt történelem/, 240 oldalas fotóalbum
- ODESSA Fotószalon 2004
- Bihor-Bihar Régió Fotóművészei
- Alkotó emberek 2001
- PREMFOTÓ 2002
- Hajdúsági Nemzetközi Művésztelep 2004, 2005, 2006, 2007, 2008